# Bishop Allen
Bishop Allen ist eine US-amerikanische Indie-Rockband aus Brooklyn, New York. Feste Bandmitglieder sind Justin Rice und Christian Rudder. Bei Auftritten und im Tonstudio variiert die weitere Besetzung. Bishop Allen hat bisher zwei Alben und 12 EPs veröffentlicht.

## Bandgeschichte
Rice und Rudder waren schon einige Jahre befreundet, als die Band 2003 gegründet wurde. Der Name der Band stammt von einer Straße in Cambridge (Massachusetts), in der die beiden nach dem College eine Wohnung teilten. Neben der Musik sind die beiden auch in einigen Filmen aufgetreten.

### Charm School
Charm School war Bishop Allens erstes Album. Innerhalb von zwei Jahren nahmen Bishop Allen einen Song nach dem anderen in Eigenregie in ihrer Freizeit auf. Die Instrumente spielten sie abgesehen vom Schlagzeug selber ein.
Das Album wurde im Mai 2003 unter dem eigenen Label Champagne School vertrieben. Positive Kritiken bekam es u. a. vom Rolling Stone.

### Das EP Projekt
2006 nahmen Bishop Allen jeden Monat eine EP auf, die jeweils nach dem Monat benannt wurde. Die EPs enthielten jeweils vier neue, im Studio aufgenommene Songs mit Ausnahme des August, in dem ein Live-Album mit 14 Songs veröffentlicht wurde. Die 12 EPs wurden im Selbstvertrieb über die Webseite der Band verkauft.
Die Cover der EPs wurden von Darbie Nowatka entworfen, die auch einigen Liedern ihre Stimme leiht und häufig mit der Band auf der Bühne auftritt. Bei der September-EP stieß Cully Symington zur Band und wurde ihr fester Schlagzeuger.
Das Lied History of Excuses von der März-EP ist in einer Folge der Serie Scrubs – Die Anfänger zu hören.

### The Broken String
Obwohl Bishop Allen auch im Alleingang erfolgreich waren, unterzeichneten sie im November 2006 einen Plattenvertrag bei Dead Oceans, einem Schwesterlabel von Secretly Canadian und Jagjaguwar.
Im Januar 2007 begannen die zwei Monate andauernden Aufnahmen zu ihrem neuen Album in den Blackwatch Studios in Oklahoma. The Broken String ist Bishop Allen's erstes Studio-Album. Es wurde am 24. Juli 2007 veröffentlicht.

## Diskografie
- Charm School (2003)
- 12 EPs (2006) (jeden Monat eine EP)
- The Broken String (2007)
- Grrr... (2009)[5]
- Lights Out (2014)[6]

## Musiker
Gründungsmitglieder:
- Justin Rice (Gesang, Keyboard)
- Christian Rudder (Gitarre)

regelmäßige Mitglieder:
- Darbie Nowatka (Sängerin beim EP-Projekt und bei Live-Auftritten danach)
- Cully Symington (fester Schlagzeuger seit September-EP)

früher beteiligt:
- Bonnie Schiff-Glenn (Background-Sängerin bei Charm School)
- Kate Dollenmayer (Background-Sängerin bei Charm School)
- Coll Anderson (Schlagzeug bei Charm School)
- Jack Delamitraux (Charm School-Tour und EP-Projekt)
- Christian Owens (Charm School-Tour und EP-Projekt)
- Jon Natchez (EP-Projekt)
- Kelly Pratt (EP-Projekt)